# Geosynchronous Littoral Imaging and Monitoring Radiometer
Geosynchronous Littoral Imaging and Monitoring Radiometer, plus communément désigné par son acronyme GLIMR, est un instrument développé par l'agence spatiale américaine, la NASA. GLIMR est un radiomètre hyperspectral embarqué sur une satellite géostationnaire. Il effectue des observations à fréquence élevée de la biologie des océans (phytoplancton), de la chimie et de l'écologie (nappes de pétrole naturelles ou résultant de fuites de site d'extraction, ...) dans le Golfe du Mexique, les eaux des côtes est et ouest des États-Unis, de la mer des Caraïbes et de l'estuaire du fleuve Amazone. GLIMR fait partie des missions de la NASA de la classe Earth Venture. La mission a été sélectionnée par la NASA en 2019 et doit être placée en orbite vers 2026/2027.

## Objectifs
L'instrument GLIMR est conçu pour analyser la couleur des eaux du Golfe du Mexique et des eaux côtières d'autres régions d'Amérique du Nord et du Sud. Grâce à sa position fixe au-dessus des Amériques (l'instrument sera embarqué sur un satellite placé sur une orbite géostationnaire), GLIMR pourra collecter des données avec une fréquence élevée (plusieurs fois par jour) qui lui permettra d'observer les processus de dynamique écologique, biogéochimique et physique des eaux côtières et océaniques. GLIMR a été spécifiquement conçu pour observer l'efflorescence du phytoplancton qui présente la particularité de croître et disparaître en quelques heures ou quelques jours.
Les deux objectifs scientifiques principaux de la mission sont :
- Comprendre les processus contribuant aux variations rapides du taux de croissance du phytoplancton et de sa composition.
- Déterminer comment les flux fréquents de sédiments, de matières organiques et autres types de matériaux entre les écosystèmes côtiers et au sein de ceux-ci régulent la productivité et la santé de ces écosystèmes.

## Historique
Le projet GLIMR, proposé par L'Université du New Hampshire (UNH) est sélectionné en 2019 par la NASA pour devenir une mission de la classe Earth Venture. Ces missions de l'agence spatiale américaine sont caractérisées par des coûts faibles associés à des risques élevés et relèvent du domaine de l'observation de la Terre. Le projet, qui dispose d'un budget de 108 millions US$, est développé conjointement par l'UNH, le centre de vol spatial Goddard (établissement de la NASA), la division systèmes spatiaux et aéroportés de la société Raytheon et le Southwest Research Institute.

## Caractéristiques techniques
L'instrument GLIMR est une caméra hyperspectrale qui effectue ses observations dans la bande de fréquences comprise entre 240 et 1040 nanomètres (lumière visible et proche infrarouge).

## Déroulement de la mission
Le planning d'observation quotidien débute par un étalonnage de l'instrument effectué en réalisant des observations de zones étendues de l'Océan Atlantique. Au cours d'une journée typique, les observations suivantes sont réalisées :
- Golfe du Mexique : 6 fois par jour.
- Côte est des États-Unis : 3 fois par jour.
- Côte ouest des États-Unis : 3 fois par jour.
- Estuaire de l'Amazone : 2 fois par jour.
- Mer des Caraïbes : 2 fois par jour.
- Autres sites avec efflorescence de phytoplancton : 3 fois par jour.